# Brown Dog-affaire

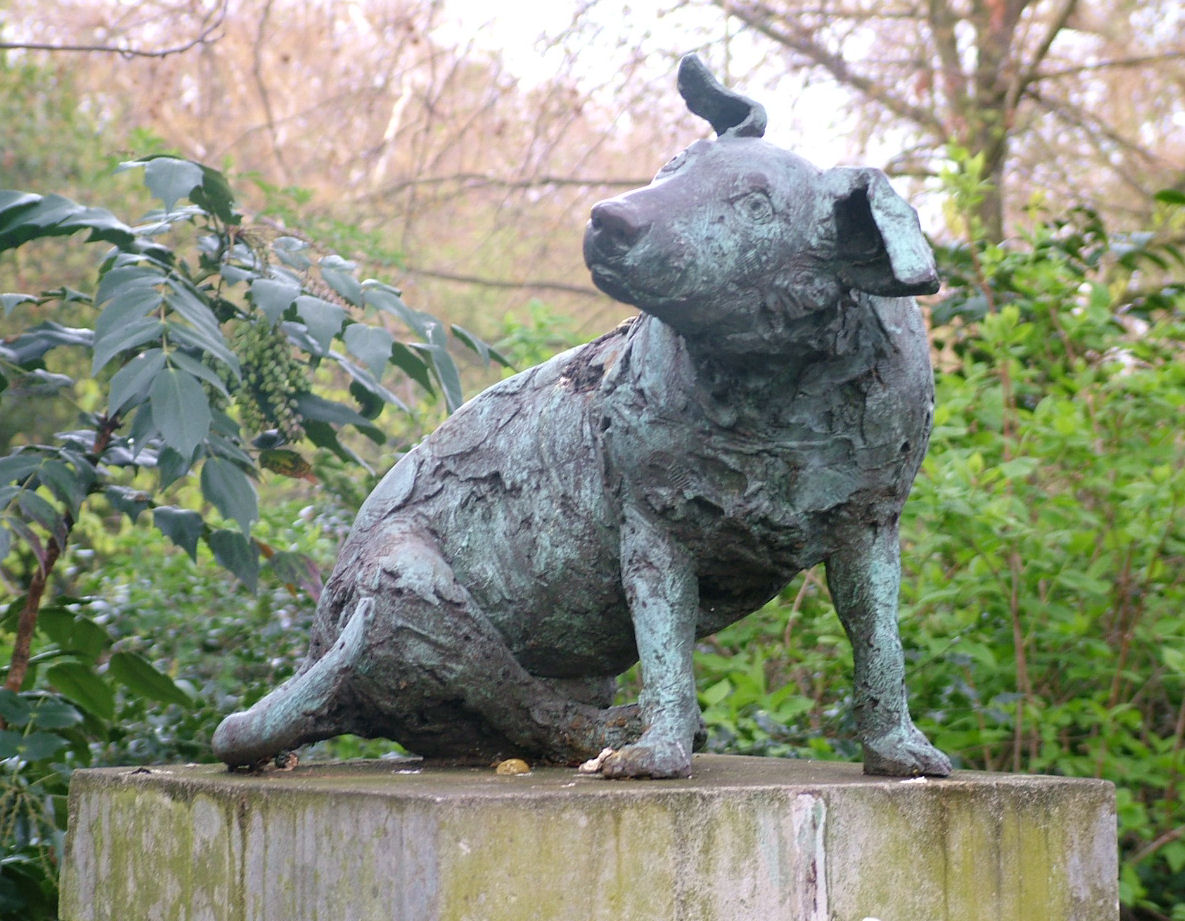
Een nieuw standbeeld, gemaakt door Nicola Hicks, werd in 1985 neergezet in Battersea Park.

De Brown Dog-affaire (bruinehondaffaire) was een politieke discussie over vivisectie die van 1903 tot 1910 in Engeland woedde. De affaire ging over de infiltratie door Zweedse feministen van medische hoorcolleges op de onderzoeksuniversiteit University of London, georganiseerde gevechten tussen geneeskundestudenten en de politie, politiebescherming voor het standbeeld van een hond, een smaadzaak in het gerechtsgebouw in Londen en de benoeming van een parlementaire onderzoekscommissie om het gebruik van dieren voor experimenten te onderzoeken. De affaire werd een geruchtmakende zaak die het land verdeelde.
De discussie werd in februari 1903 aangezwengeld door beschuldigingen dat William Bayliss van de sectie fysiologie van de University College London voor een groep van 60 geneeskundestudenten een illegale vivisectie had uitgevoerd op een bruine terriër. Volgens Bayliss en zijn team was de hond voldoende verdoofd. Volgens de Zweedse activisten was de hond bij bewustzijn en had de hond zich verzet. De procedure werd veroordeeld als wreed en onwettig door de National Anti-Vivisection Society (Britse nationale vereniging tegen vivisectie). Bayliss, wiens onderzoek bij honden tot de ontdekking van hormonen had geleid, was verontwaardigd door de aanval op zijn reputatie. Hij startte een smaadzaak en won.
Tegenstanders van vivisecties gaven de opdracht voor het maken van een bronzen beeld van een hond als gedenkteken dat in 1906 onthuld werd op het recreatieterrein Latchmere Recreation Ground in de stadswijk Battersea. Geneeskundestudenten waren geërgerd door het provocerende gedenkplaatje waarop stond “Mannen en vrouwen van Engeland, hoe lang zullen deze dingen doorgaan?” Dit leidde tot veelvuldig vandalisme van het gedenkteken waardoor het beeld 24 uur per dag door de politie moest worden beschermd tegen de zogenaamde ‘hondentegenstanders’. Op 10 december 1907 liepen honderden geneeskundestudenten door het centrum van Londen en hielden beeltenissen van de bruine hond op stokken omhoog. Zij raakten slaags met suffragettes, vakbondsleden en driehonderd politieagenten, een van de vele confrontaties die bekend zijn als de Brown Dog-rellen.
In maart 1910 had de gemeenteraad van Battersea genoeg van de discussie en stuurde vier gemeentewerkers vergezeld door 120 politieagenten naar het gedenkteken om het midden in de nacht te verwijderen. Nadat het gedenkteken was verwijderd, werd het naar verluidt omgesmolten door een gemeentesmid, ondanks dat een petitie voor het behoud van het gedenkteken 20.000 keer was getekend. Een nieuw standbeeld van een bruine hond dat in opdracht van tegenstanders van vivisectie was gemaakt, werd in 1985 in Battersea Park neergezet.

## Achtergrond

### Cruelty to Animals Act 1876 (Wet tegen dierenmishandeling)

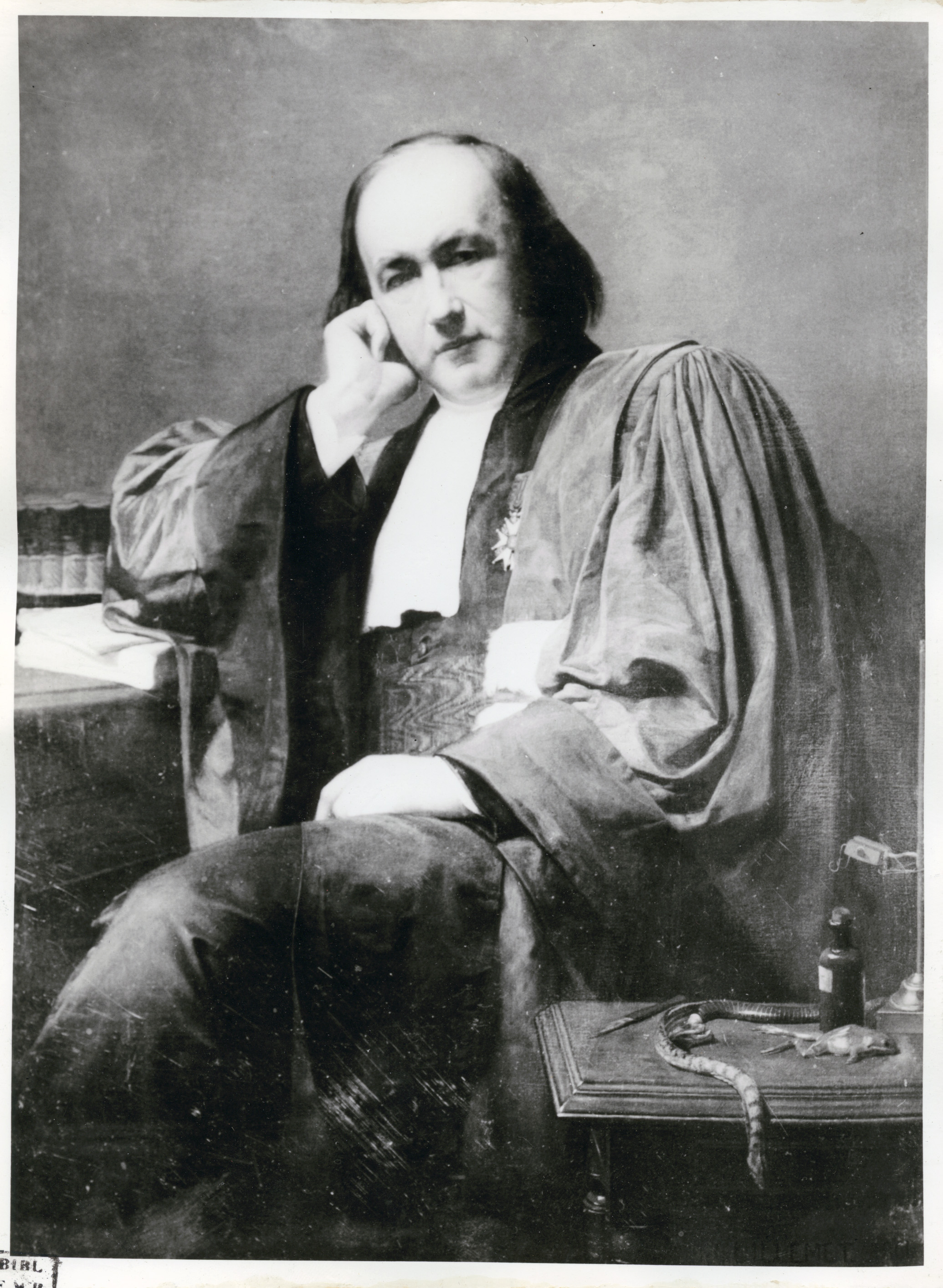
Claude Bernard (1813-1878)

Tijdens de regeerperiode van Koningin Victoria (1837 – 1901) bestond er in Engeland in zowel het Lagerhuis als het Hogerhuis een behoorlijke weerstand tegen vivisectie. Koningin Victoria was zelf een fervent tegenstandster van vivisectie. De term vivisectie verwijst naar het ontleden van levende dieren met en zonder verdoving waar vaak geneeskundestudenten bij aanwezig zijn. In 1878 waren er minder dan 300 experimenten op dieren in het Verenigd Koninkrijk, een aantal dat in 1903 was toegenomen tot 19.084 toen er een vivisectie werd uitgevoerd op de bruine hond (volgens de inscriptie op het tweede standbeeld voor de bruine hond) en tot vijf miljoen in 1970.
In de negentiende eeuw werden fysiologen vanwege hun werk vaak bekritiseerd. De bekende Franse fysioloog Claude Bernard schijnt de afkeer van zijn critici, onder wie zijn vrouw, te hebben gedeeld, door te verwijzen naar “de wetenschap van het leven” als een “imposante en schitterend verlichte hal die alleen bereikt kan worden via een lange en afschuwelijke keuken". In 1875 richtte de Ierse feministe Frances Power Cobbe de National Anti-Vivisection Society (NAVS) op in London en in 1898 de British Union for the Abolition of Vivisection (BUAV). De eerste antivivisectievereniging streefde naar beperking van vivisectie en de tweede naar de afschaffing daarvan.

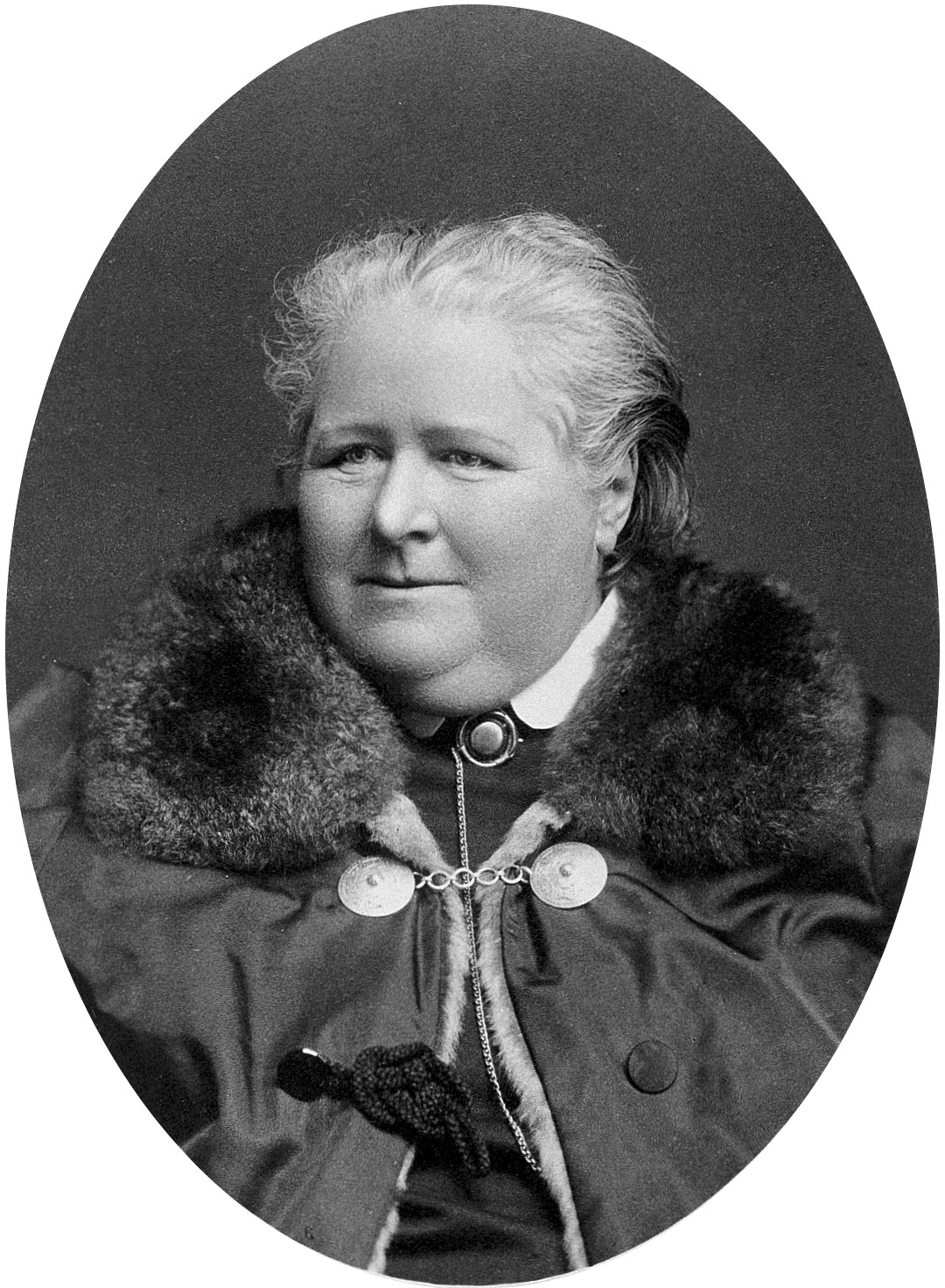
Frances Power Cobbe (1822-1904)

De weerstand was voor de Britse regering reden om in juli 1875 de eerste parlementaire onderzoekscommissie in te stellen om advies uit te brengen over de “praktijk van het onderwerpen van levende dieren aan experimenten voor wetenschappelijke doeleinden”. Nadat de onderzoekscommissie had vernomen dat onderzoekers verdoving niet regelmatig gebruikten – een onderzoeker, Emmanuel Klein, had de onderzoekscommissie verteld dat hij zich “totaal niet bekommerde om het leed van de dieren” – adviseerde de onderzoekscommissie een aantal maatregelen, waaronder een verbod op experimenten met honden, katten, paarden, ezels en muildieren. De General Medical Council en het medisch tijdschrift British Medical Journal maakten daar bezwaar tegen en daarom werd in plaats daarvan aanvullende bescherming ingevoerd. Het resultaat was de Cruelty to Animals Act 1876 (Wet tegen dierenmishandeling uit 1876), die door de NAVS werd bekritiseerd als “schandelijk maar goed benoemd”.
In de wet was bepaald dat onderzoekers niet konden worden vervolgd voor mishandeling, maar dat het dier verdoofd moest zijn, tenzij de verdoving het doel van het experiment hinderde. Elk dier kon slechts een keer gebruikt worden, hoewel verschillende procedures die als onderdeel van hetzelfde experiment werden beschouwd waren toegestaan. Het dier moest na het einde van het onderzoek worden gedood, tenzij dit het doel van het experiment zou frustreren. Vervolgingen konden alleen plaatsvinden met goedkeuring van de minister van Binnenlandse Zaken. Ten tijde van de Brown Dog-affaire was dit Aretas Akers-Douglas die weinig begrip had voor het doel van de tegenstanders van vivisectie.

### Ernest Starling en William Bayliss

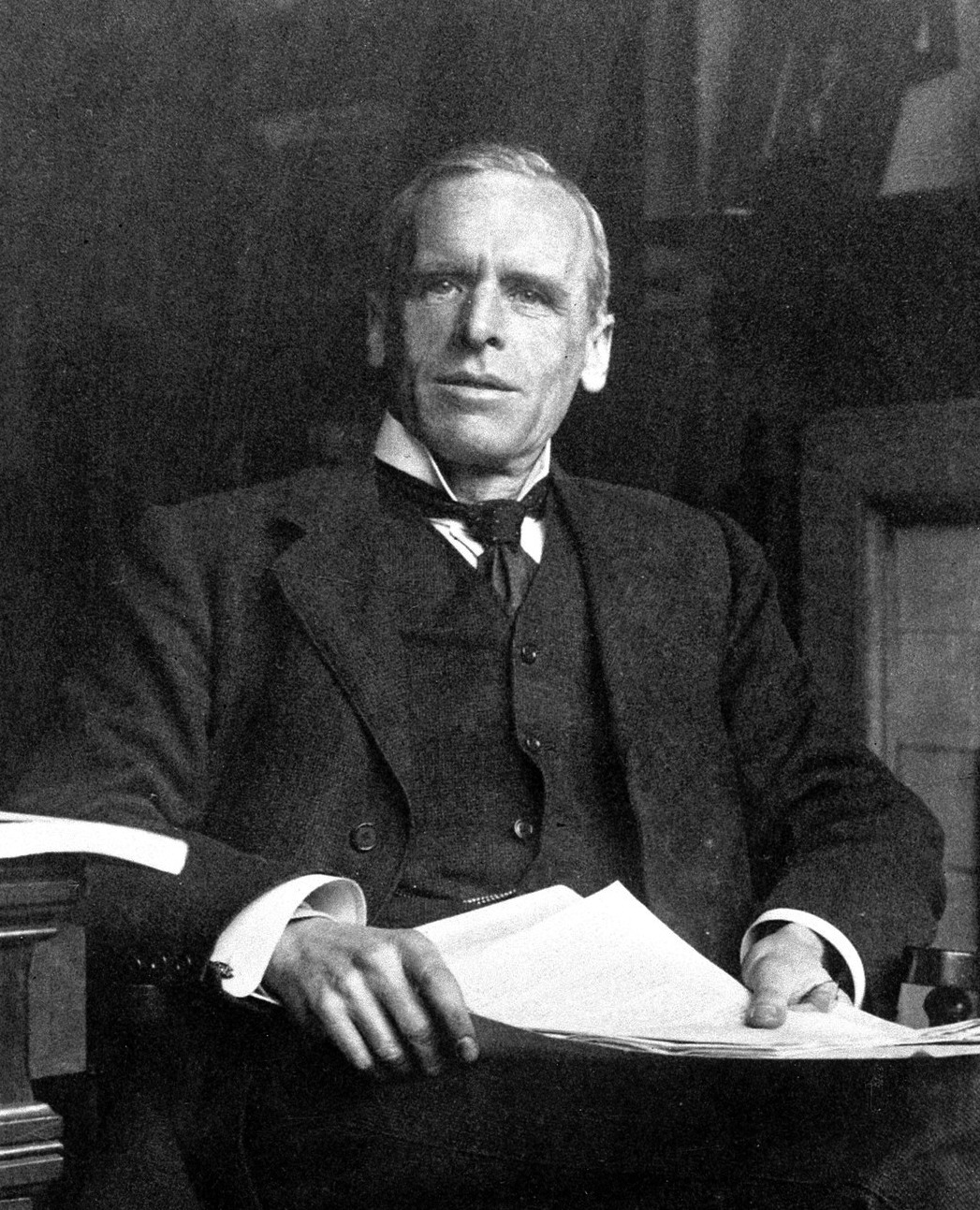
Ernest Starling (1866-1927)

In het begin van de twintigste eeuw voerden Ernest Starling, professor in de fysiologie aan de University College London, en zijn zwager William Bayliss vivisectie op honden uit om te bepalen of het zenuwstelsel de afscheiding van alvleeskliersappen reguleert, zoals was verondersteld door Ivan Pavlov. Bayliss had sinds 1890 een vergunning om vivisecties uit te voeren en gaf sinds 1900 les in fysiologie. Volgens de biograaf van Starling, John Henderson, waren Starling en Bayliss “dwangmatige experimentatoren”, en was het laboratorium van Starling het drukste laboratorium in Londen.

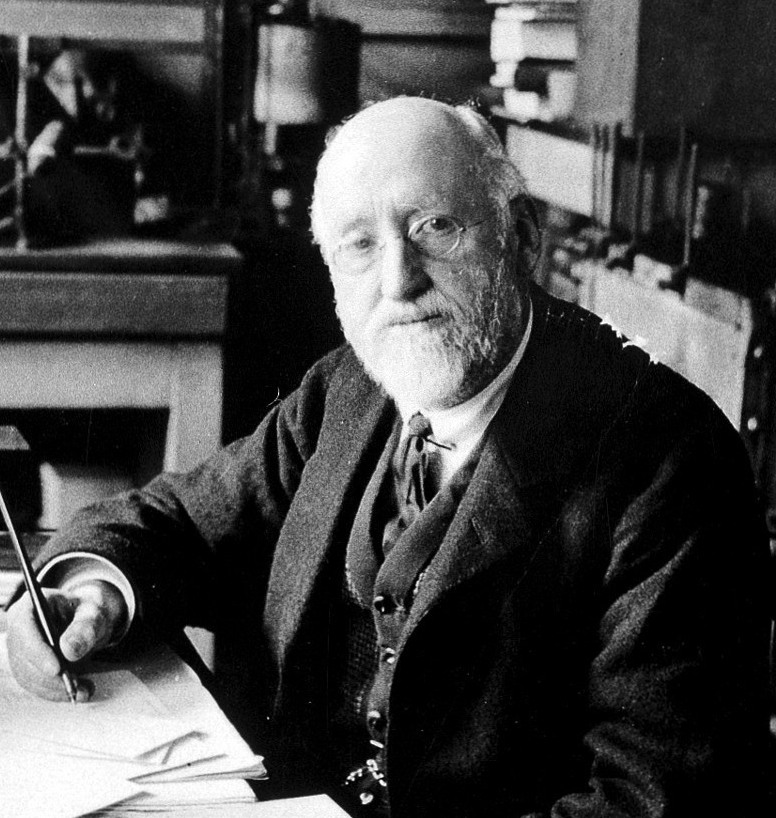
William Bayliss (1860-1924)

De mannen wisten dat de alvleesklier spijsverteringsenzymen produceerde als reactie op het zuurgehalte in de twaalfvingerige darm en de nuchtere darm omdat de voedselbrij vanuit de maag daarin terechtkwam. Door het doorsnijden van de zenuwen in de twaalfvingerige darm en de nuchtere darm van verdoofde honden, waarbij de bloedvaten intact werden gelaten, en door daarna zuur in de twaalfvingerige darm en de nuchtere darm in te brengen, ontdekten zij dat het proces niet tot stand wordt gebracht door het zenuwstelsel maar door een nieuw type chemische reactie. Zij noemden de chemische boodschapper secretine, omdat het door het darmslijmvlies wordt afgescheiden en in de bloedbaan terechtkomt waardoor de alvleesklier door de bloedsomloop wordt gestimuleerd. In 1905 verzon Starling de term hormone – afkomstig van het Griekse hormao ὁρµάω dat 'ik wek op' of 'ik prikkel' betekent – om chemicaliën zoals secretine te omschrijven die in staat zijn om in extreem kleine hoeveelheden andere organen vanaf een afstand te stimuleren.
Bayliss en Starling hadden vivisectie op verdoofde honden ook gebruikt om in 1899 peristaltiek te ontdekken. Zij ontdekten ook verschillende andere belangrijke fysiologische verschijnselen en beginselen. Vele daarvan waren gebaseerd op hun eigen experimentele werk met betrekking tot vivisectie op dieren.

### Lizzy Lind af Hageby en Leisa Schartau

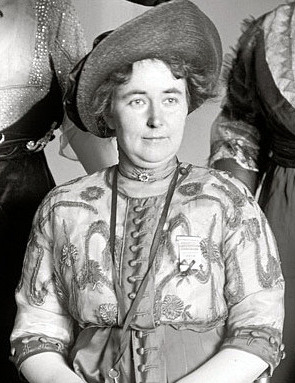
Lizzy Lind af Hageby (1878-1963)

De colleges van Starling en Bayliss waren in het geheim bijgewoond door twee Zweedse feministen en tegenstandsters van vivisectie, Lizzy Lind af Hageby en Leisa Schartau. De vrouwen kenden elkaar al sinds hun jeugd en kwamen uit voorname families. Lind af Hageby had onderwijs gevolgd op het Cheltenham Ladies' College en was de kleindochter van een kamerheer van de koning van Zweden.
In 1900 bezochten de vrouwen het Pasteur-instituut in Parijs, een centrum van experimenten met dieren. Zij waren geschokt door de kamers vol met gekooide dieren die door de onderzoekers werden besmet met ziektes. Toen zij thuiskwamen, richtten zij de Zweedse vereniging tegen vivisectie op en, om medische kennis te verwerven ter ondersteuning van hun campagne, schreven zij zich in 1902 in bij de London School of Medicine for Women, een universiteit waar geen vivisecties werden uitgevoerd en die een uitwisselingsprogramma met andere universiteiten had. Zij waren aanwezig bij honderd hoorcolleges en demonstraties op de Britse universiteiten King's College en University College in Londen, waaronder vijftig experimenten met levende dieren. Twintig van die experimenten waren, zoals schrijver Peter Mason die in zijn boek The Brown Dog Affair noemt, “volledige vivisecties”. Hun dagboek dat eerst Eye-Witnesses (Ooggetuigen) heette, werd later gepubliceerd onder de naam The Shambles of Science: Extracts from the Diary of Two Students of Physiology (1903); shambles is een naam voor een slachthuis. De vrouwen waren aanwezig toen vivisectie op de bruine hond werd uitgevoerd en schreven er een hoofdstuk over dat als titel "Fun” (Vermaak) had, verwijzend naar het gelach dat zij naar eigen zeggen tijdens de procedure hadden gehoord in de collegezaal.

## De bruine hond

### Vivisectie op de hond

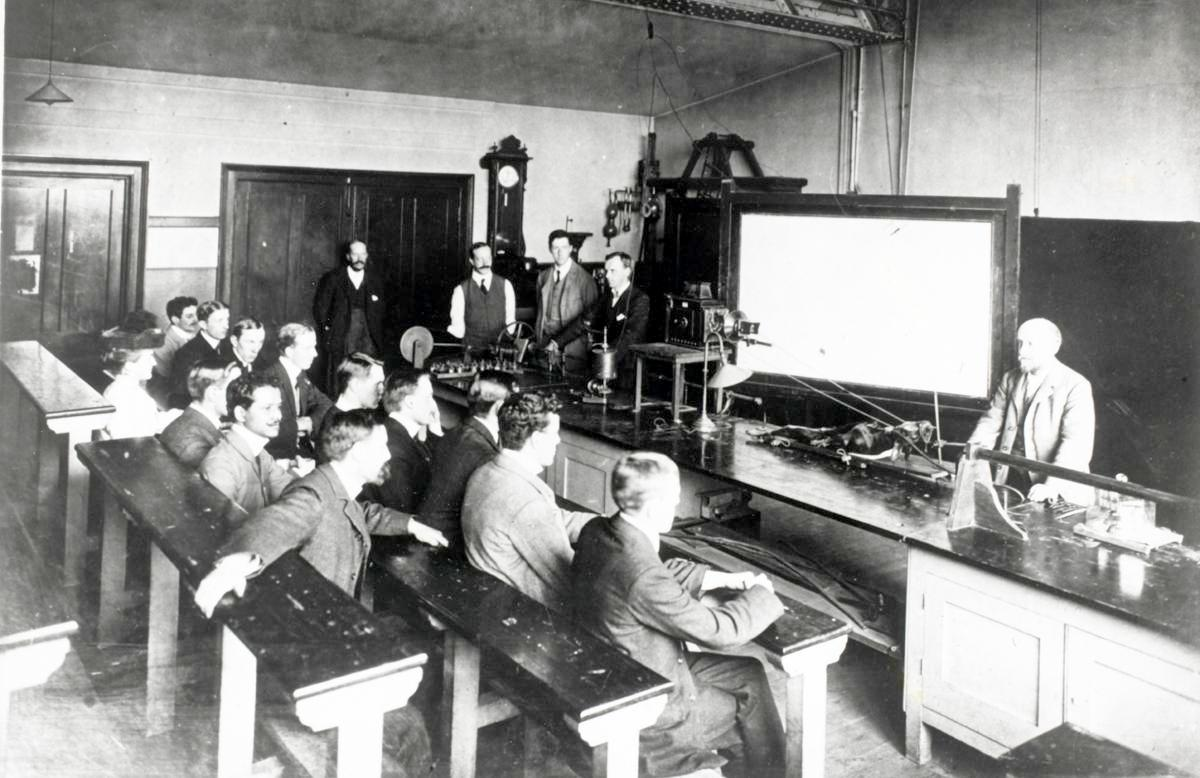
Deze reconstructie werd aan de rechtbank getoond met William Bayliss die achter een hond op een operatieplank staat met rechts van hem, Ernest Starling, Henry Dale en Charles Scuttle, de laborant.

Volgens Starling was de bruine hond “een kleine bruine bastaard verwant aan een terriër van ongeveer 6 à 7 kilo met kort nogal ruw haar”. In december 1902 werd hij voor het eerst voor een vivisectie gebruikt door Starling die zijn buik opensneed en de alvleesklierbuis afbond. De daaropvolgende twee maanden leefde hij in een kooi totdat Starling en Bayliss hem op 2 februari 1903 weer gebruikten voor twee behandelingen, de dag waarop de Zweedse vrouwen aanwezig waren.
Volgens de getuigenverklaringen die Starling en anderen in de rechtbank aflegden, sneed Starling de hond, buiten de collegezaal voordat de studenten arriveerden, weer open om de resultaten van de eerdere operatie te onderzoeken. Dat duurde ongeveer 45 minuten waarna hij de wond afklemde met een tang en de hond aan Bayliss gaf. Bayliss maakte een nieuwe opening in de nek van de hond om de tongzenuwen van de speekselklieren bloot te leggen waar hij elektroden aan bevestigde. Het doel was om de zenuwen met elektriciteit te stimuleren om te demonstreren dat speekseldruk niet afhankelijk was van de bloeddruk. Vervolgens werd de hond naar de collegezaal gedragen, uitgestrekt op zijn rug op een operatieplank met zijn poten vastgebonden aan de plank, zijn hoofd vastgeklemd en zijn bek gemuilkorfd.
Volgens Bayliss had de hond eerder op de dag een morfine-injectie gekregen en was de hond tijdens de procedure verdoofd met 170 ml van een mengsel van alcohol, chloroform en ether (ACE), dat vanuit een zijkamer via een leiding achter de tafel waarop de mannen aan het werk waren, werd aangevoerd naar een buisje in zijn luchtpijp. De Zweedse studentes betwistten dat de hond voldoende was verdoofd. Zij zeiden dat het leek alsof de hond tijdens de behandeling bij bewustzijn was, geprobeerd had van de plank af te komen en dat de geur van narcose en het gebruikelijke sissende geluid van het verdovingsapparaat ontbraken. Andere studenten zeiden dat de hond niet had tegengestribbeld, maar alleen had getrild.
In aanwezigheid van ongeveer zestig studenten stimuleerde Bayliss de zenuwen een half uur met elektriciteit, maar kon hij zijn bedoeling niet aantonen. Daarna werd de hond aan een student, Henry Dale, een toekomstige Nobelprijswinnaar, gegeven die de alvleesklier van de hond verwijderde en de hond toen doodde met een messteek in het hart. Dit veroorzaakte tijdens de smaadzaak een ongemakkelijk moment toen de laboratoriumassistent van Bayliss, Charles Scuttle, getuigde dat de hond was gedood met chloroform of het mengsel van alcohol, chloroform en ether. Na de getuigenverklaring van Scuttle vertelde Dale de rechtbank dat hij in werkelijkheid een mes had gebruikt.

### Dagboek van de Zweedse studentes
Op 14 april 1903 toonden Lind af Hageby en Schartau hun ongepubliceerde dagboek van 200 pagina's, dat later dat jaar werd gepubliceerd onder de naam The Shambles of Science, aan advocaat Stephen Coleridge, secretaris van de Nationale vereniging tegen vivisectie. Coleridge was de zoon van John Duke Coleridge, een voormalige hoge rechter van Engeland en achterkleinzoon van de dichter Samuel Taylor Coleridge. Het verslag over de bruine hond trok zijn aandacht. De wet tegen dierenmishandeling van 1876 verbood het gebruik van een dier voor meer dan een experiment, maar het leek erop dat de bruine hond door Starling was gebruikt voor een operatie aan de alvleesklier, vervolgens voor het onderzoeken van de resultaten van een eerdere operatie en tot slot voor een derde keer om de speekselklieren te bestuderen. In het dagboek is over de behandelingen van het bruine hond vermeld:

Het college van vandaag bevat onder meer een herhaling van de demonstratie die de laatste keer mislukte. Een grote hond uitgestrekt op zijn rug op een operatieplank, wordt de collegezaal ingedragen door de assistent van de professor en de laboratoriumassistent. De poten zijn aan de plank vastgebonden, de kop wordt goed vastgehouden op de gebruikelijke manier en de hond is stevig gemuilkorfd.
In de nek is een grote incisie aangebracht waardoor de klier is blootgelegd. Het dier vertoont alle tekenen van intens lijden; tijdens zijn worstelingen richt hij zijn kop steeds opnieuw op van de plank en doet krachtige pogingen om vrij te komen.

De beschuldigingen van herhaaldelijk gebruik en onvoldoende verdoving wezen op het eerste gezicht op schendingen van de Wet tegen dierenmishandeling. Bovendien bleek uit het dagboek dat de hond was gedood door Henry Dale, een onderzoeksstudent zonder vergunning, en dat de studenten tijdens de behandeling hadden gelachen; er werden “veel grappen gemaakt en er werd veel gelachen” in de collegezaal, bleek uit het dagboek.

### De toespraak van Stephen Coleridge

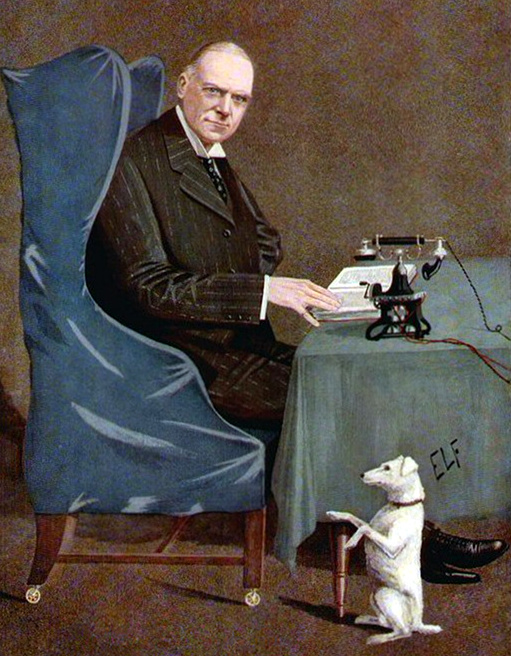
Stephen Coleridge (1854-1936)

Volgens Mason besloot Coleridge dat het geen zin had om te vertrouwen op een vervolging op grond van de wet die volgens hem opzettelijk hindernissen opwierp. In plaats daarvan hield hij op 1 mei 1903 een boze toespraak over de hond tijdens de jaarvergadering van de Nationale vereniging tegen vivisectie in St James's Hall in Piccadilly, waar 2000 à 3000 mensen aanwezig waren. Mason schrijft dat Jerome K. Jerome, Thomas Hardy en Rudyard Kipling vooraf hun steun hadden uitgesproken, maar zich hadden geëxcuseerd voor hun afwezigheid. Coleridge beschuldigde de onderzoekers van marteling. “Als dit geen marteling is, laat de heer Bayliss en zijn vrienden ons dan in hemelsnaam vertellen wat marteling is.”
Details van de toespraak werden de volgende dag gepubliceerd door de radicale nationale krant Daily News (opgericht in 1846 door Charles Dickens) en er werden vragen gesteld in het Lagerhuis, vooral door Sir Frederick Banbury, een parlementslid voor de Conservatieve Partij en indiener van een wetsvoorstel voor het beëindigen van het uitvoeren van vivisecties. Banbury vroeg de minister van Binnenlandse Zaken te verklaren “op grond van welk mandaat de operatie op de bruine hond 2 februari jongstleden werd uitgevoerd en of hij voorstelt om hierop actie te ondernemen gezien het feit dat een tweede operatie op dit dier was uitgevoerd voordat de wonden van de eerste operatie waren genezen”.
Bayliss eiste publieke excuses van Coleridge en toen die op 12 mei nog niet waren aangeboden, spande hij een smaadzaak aan. Ernest Starling besloot om geen rechtszaak te beginnen. Het Britse medisch tijdschrift The Lancet, niet op de hand van Coleridge, schreef dat “het kan worden betoogd dat dr. Starling en de heer Bayliss een technische overtreding van de wet begaan op grond waarvan zij de experimenten uitvoerden”. Coleridge probeerde de vrouwen over te halen om hun dagboek niet voorafgaand aan het proces te publiceren, maar zij zetten toch door. Het dagboek werd in juli 1903 gepubliceerd door Ernest Bell uit Covent Garden.

## Bayliss v. Coleridge

### Proces

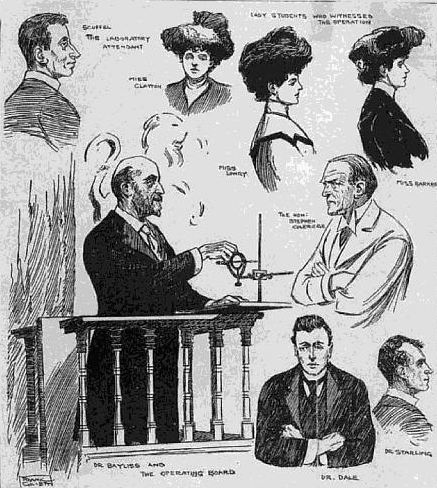
Schets van de rechtszaal door Frank Gillett, The Daily Graphic, november 1903. Starling is rechts onderin afgebeeld; Bayliss, die instrumenten vasthoudt, is in het midden afgebeeld.

Het proces begon op 11 november 1903 in het gerechtsgebouw de Old Bailey voor rechter Lord Alverstone en eindigde vier dagen later op 18 november. Er stonden meterslange rijen buiten de rechtbank. De advocaat van Bayliss, Rufus Isaacs, riep Starling als zijn eerste getuige op. Starling gaf toe dat hij de wet had overtreden door de hond twee keer te gebruiken, maar verklaarde dat hij dat had gedaan om te voorkomen dat er twee honden zouden worden opgeofferd. Bayliss verklaarde dat de hond aan het begin van de dag anderhalve morfinekorrel had gekregen, daarna 170 ml van het mengsel alcohol, chloroform en ether, aangevoerd vanuit een zijkamer via een buis die met de luchtpijp van de hond verbonden was. Hij zei dat de buizen fragiel waren en dat zij zouden zijn gebroken als de hond ermee had geworsteld.
Een dierenarts, Alfred Sewell, verklaarde dat het verdovingssysteem dat Bayliss gebruikte waarschijnlijk niet geschikt was, maar andere getuigen, onder wie Frederick Hobday van het Royal Veterinary College (universiteit voor diergeneeskunde), waren het daar niet mee eens. Er werd zelfs beweerd dat Bayliss te veel verdoving had gebruikt waardoor de hond niet op de elektrische stimulatie had gereageerd. Volgens Bayliss had de hond geleden aan chorea, een ziekte die krampachtige bewegingen veroorzaakt, en dat elke beweging die door Lind af Hageby en Schartau was beschreven niet doelbewust was geweest. Vier studenten, drie vrouwen en een man, verklaarden dat de hond bewusteloos had geleken.
De advocaat van Coleridge, John Lawson Walton, riep Lind af Hageby en Schartau als getuigen op. Zij herhaalden dat zij de eerste studenten waren die in de collegezaal arriveerden en dat zij ongeveer twee minuten alleen waren met de hond. Zij hadden littekens van de eerdere operaties gezien en een incisie in de nek waar twee buizen waren geplaatst. Zij hadden de geur van verdoving niet geroken en hadden geen verdovingsapparaat gezien waarmee de verdoving werd aangevoerd. Zij zeiden, schreef Mason, dat de hond zijn rug had gekromd en met zijn poten had getrokken wat zij als een ontsnappingspoging hadden beschouwd. Toen het experiment begon, bleef de hond volgens hen “zijn buik omhoogtillen” en trillen, bewegingen die zij beschouwden als “krachtig en doelbewust”.
De advocaat van Bayliss bekritiseerde Coleridge omdat hij de verklaringen van de vrouwen voor waar had aangenomen zonder daarvan een bevestiging te vragen en omdat hij publiekelijk over de kwestie had gesproken zonder eerst Bayliss te benaderen, terwijl hij wist dat dit tot een rechtszaak zou kunnen leiden. Coleridge antwoordde dat hij de verklaringen niet had geverifieerd, omdat hij wist dat de claims zouden worden afgewezen en dat hij de verklaringen van de vrouwen als waar bleef beschouwen. De Britse kwaliteitskrant The Times schreef over zijn getuigenis: “De verweerder heeft, toen hij in de getuigenbank plaatsnam, net zoveel schade aan zijn eigen zaak toegebracht als de tijd die hij daarvoor ter beschikking had.”

### Uitspraak

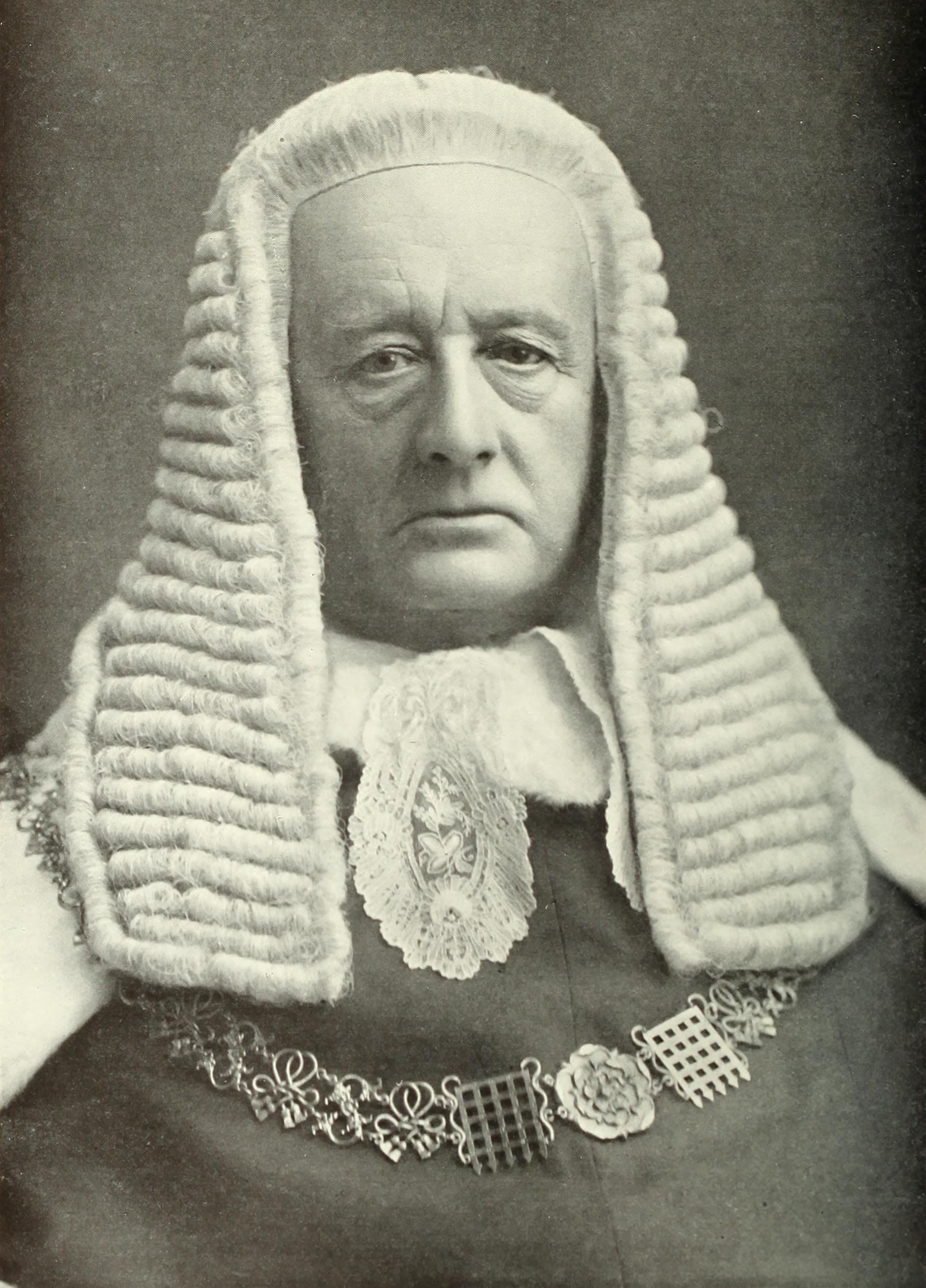
Lord Alverstone, the Lord Chief Justice (rechter en president van de rechtbanken in Engeland en Wales) (1842-1915)

Lord Alverstone zei tegen de jury dat de zaak een belangrijke zaak van nationaal belang was. Hij noemde The Shambles of Science “hysterisch” en hij adviseerde de jury zich niet te laten leiden door argumenten over de rechtsgeldigheid van de vivisectie. Nadat de jury zich op 18 november 1903 25 minuten had teruggetrokken, was de jury unaniem van oordeel dat Bayliss in zijn goede naam was aangetast. Het juryoordeel kon rekenen op applaus van de artsen op de publieke tribune. Bayliss kreeg een bedrag van £ 2.000 toegekend en £ 3.000 aan proceskosten. Coleridge gaf hem de volgende dag een cheque. De Daily News vroeg om donaties om de proceskosten van Coleridge te dekken en haalde binnen vier maanden £ 5.700 op. Bayliss doneerde zijn schadevergoeding aan de University College London voor wetenschappelijk onderzoek. Volgens Mason negeerde Bayliss de suggestie van de Daily Mail om de schadevergoeding het ‟Stephen Coleridge Vivisectie Fonds” te noemen. Gratzer schreef in 2004 dat het fonds toen misschien nog in gebruik was om dieren te kopen.
The Times stelde tevreden te zijn met de uitspraak, maar had kritiek op het ruwe gedrag van geneeskundestudenten tijdens het proces en beschuldigde hen van “medisch vandalisme”. De Britse kranten Sun, Star en Daily News steunden Coleridge en noemden de uitspraak een rechterlijke dwaling. Ernest Bell, uitgever van The Shambles of Science, bood op 25 november 1903 zijn excuses aan Bayliss aan en beloofde plechtig om het dagboek uit de handel te halen en de resterende exemplaren aan de advocaten van Bayliss te geven.
De Animal Defence and Anti-Vivisection Society (Vereniging voor de bescherming van dieren en tegen vivisectie), in 1903 opgericht door Lind af Hageby, gaf het boek opnieuw uit en publiceerde tegen 1913 een vijfde druk. Het hoofdstuk “Vermaak” werd vervangen door een hoofdstuk dat “De vivisecties op de bruine hond” heette. Daarin werden het experiment en het proces beschreven. De Engelse romanschrijver en dichter Thomas Hardy bewaarde een exemplaar van het boek op een tafel voor gasten. Hij vertelde aan een correspondent dat hij het “niet echt had gelezen, maar dat iedereen die deze kamer binnenkomt, waar het boek op mijn tafel ligt, erin bladert enz., en er, naar ik hoop, iets van opsteekt”. Volgens de Britse historica Hilda Kean discussieerde de Research Defence Society (Vereniging voor de bescherming van wetenschappelijk onderzoek), een belangengroep opgericht in 1908 om de anti-vivisectiecampagne te bestrijden, over hoe de gereviseerde drukken teruggehaald konden worden vanwege de impact van het boek.
In december 1903 publiceerde de Amerikaanse schrijver Mark Twain, tegenstander van vivisectie, een kort verhaal, A Dog's Tale (Verhaal van een hond), in tijdschrift Harper's Magazine, geschreven vanuit het gezichtspunt van een hond wiens puppy voor experimenten wordt gebruikt en gedood wordt. Volgens Mark Twain-kenner Shelley Fisher Fishkin zou het verhaal gelet op het tijdstip en de opvattingen van Twain geïnspireerd kunnen zijn door de smaadzaak. Coleridge bestelde 3000 exemplaren van A Dog's Tale die speciaal voor hem waren gedrukt door Harper's Magazine.

## Tweede parlementaire onderzoekscommissie vivisectie
Op 17 september 1906 benoemde de regering de Tweede parlementaire onderzoekscommissie vivisectie die verklaringen hoorde van wetenschappers en antivivisectiegroepen. Ernest Starling sprak de onderzoekscommissie in december 1906 drie dagen toe. Na veel vertraging (twee van de tien leden overleden en verschillende werden ziek) presenteerde de onderzoekscommissie in maart 1912 haar bevindingen. In haar rapport van 139 pagina's adviseerde de onderzoekscommissie om het aantal fulltime werkende inspecteurs te verhogen van twee naar vier en om het gebruik van curare, een gif dat gebruikt wordt om dieren tijdens experimenten te immobiliseren, te beperken. De onderzoekscommissie besloot dat dieren voldoende verdoofd zouden moeten worden en geëuthanaseerd als de pijn waarschijnlijk zou voortduren en dat experimenten niet zouden moeten worden uitgevoerd als “een voorbeeld van hoorcolleges” aan medische faculteiten en vergelijkbare instituten. Alle beperkingen zouden kunnen worden opgeheven als zij “het doel van het experiment zouden frustreren”. De definitie en de praktijk van pithing (techniek om dieren te immobiliseren of te doden door een naald of metalen staaf in de hersenen te steken) werden ook ingeperkt. De onderzoekscommissie raadde aan om gedetailleerdere verslagen bij te houden en om een commissie op te richten die de minister kan adviseren over kwesties met betrekking tot de Wet tegen dierenmishandeling. Die commissie werd de Animal Procedures Committee op grond van de wet Animals (Scientific Procedures) Act 1986.

## Gedenkteken voor de bruine hond
Inscriptie

Ter herinnering aan de bruine terriër

gedood in de laboratoria

van de University College in februari

1903 na het ondergaan van vivisectie

die over meer dan twee maanden werd verspreid

en die van de ene naar de andere

uitvoerder van vivisectie werd overgedragen

totdat de dood hem kwam verlossen.

Ook ter herinnering aan de 232 honden

die op dezelfde plaats werden onderworpen aan vivisectie in het jaar 1902.

Mannen en vrouwen van Engeland,

Hoe lang zullen deze dingen doorgaan?
—Inscriptie op het gedenkteken voor de bruine hond

Na het proces haalde Anna Louisa Woodward, oprichtster van de World League Against Vivisection (Wereldbond tegen vivisectie), £ 120 op voor een publiek gedenkteken en gaf beeldhouwer Joseph Whitehead de opdracht voor het maken van een bronzen beeld van de hond. Het standbeeld stond bovenop een granieten gedenksteen van 2,29 meter waarop ook een drinkwaterfontein was geplaatst voor mensen en een lagere drinkbak voor honden en paarden. Er was ook een inscriptie aangebracht (rechts) die in 1910 door de Amerikaanse krant The New York Times werd beschreven als de “hysterische taal die gebruikelijk is voor tegenstanders van vivisectie” en “belastering van de hele medische professie”.
De groep wendde zich tot de stadswijk Battersea in Londen voor een locatie voor het gedenkteken. Lansbury schreef dat het gebied een broeinest van radicalisme was; proletarisch, socialistisch, vol met uitbrakende rook en achterbuurten en nauw verbonden met de anti-vivisectiebeweging. Het National Anti-Vivisection and Battersea General Hospital (Nationaal algemeen en antivivisectieziekenhuis in Battersea) – geopend in 1896, op de hoek van de Albert Bridge Road en Prince of Wales Drive en gesloten in 1972 – weigerde tot 1935 vivisectie uit te voeren of artsen in dienst te nemen die zich daarmee bezighielden en was lokaal bekend als het ‟anti-viv” of het “oude anti”. De voorzitter van het hondenasiel Battersea Dogs Home, William Cavendish-Bentinck, zesde hertog van Portland, wees in 1907 een verzoek af om de achtergelaten honden te verkopen aan mensen die vivisecties uitvoeren en noemde het “niet alleen afschuwelijk, maar absurd”.
De gemeenteraad van Battersea ging ermee akkoord om ruimte voor het standbeeld te maken op het recreatieterrein Latchmere Recreation Ground, deel van het nieuwe Latchmere Estate van de gemeente dat rijtjeshuizen te huur aanbood voor £ 0,75 per week. Het standbeeld werd op 15 september 1906 onthuld in aanwezigheid van een grote menigte en van sprekers onder wie George Bernard Shaw, de Ierse feminist Charlotte Despard, de burgemeester van Battersea, James H. Brown (secretaris van de vakbond Battersea Trades and Labour Council) en Eerwaarde Charles Noel.

## Rellen

### November – december 1907

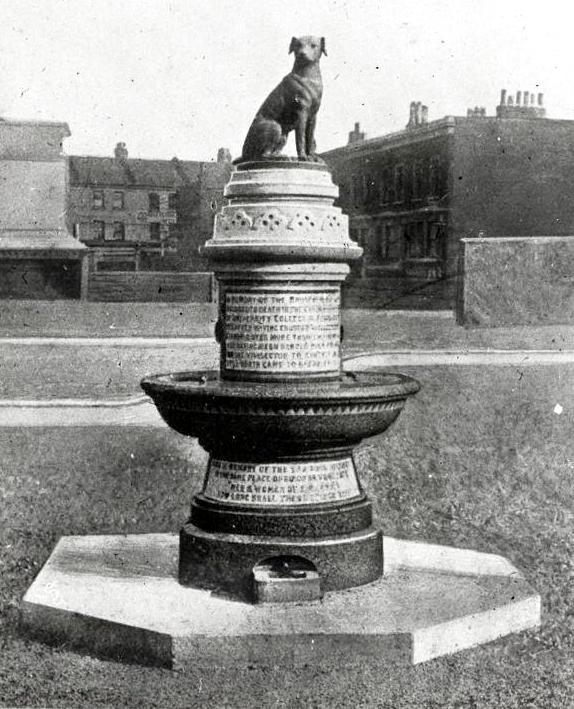
De oude Brown Dog door Joseph Whitehead

Geneeskundestudenten van de academische ziekenhuizen in Londen waren razend om de inscriptie. Het eerste jaar uit het bestaan van het standbeeld was rustig, terwijl het University College uitzocht of er gerechtelijke stappen konden worden ondernomen vanwege de inscriptie. Vanaf november 1907 werd Battersea door de studenten veranderd in een plaats van veelvuldige ongeregeldheden.
De eerste activiteit vond plaats op 20 november 1907 toen student William Howard Lister een groep geneeskundestudenten over de rivier de Theems naar Battersea leidde om het standbeeld aan te vallen met een breekijzer en een hamer. Een van hen, Duncan Jones, sloeg met een hamer op het standbeeld waardoor er een deuk ontstond, waarna de tien studenten werden gearresteerd door slechts twee politieagenten. Een lokale arts vertelde de krant South Western Star dat dit het signaal was van de “complete ontaarding” van artsen in opleiding: “Ik kan mij nog een tijd herinneren dat het meer dan tien politieagenten kostte om een student aan te kunnen. Het Angelsaksische ras is uitgespeeld.”
De studenten kregen een boete van vijf pond van politierechter Paul Taylor in de rechtbank South-West London Police Court in Battersea en hij waarschuwde hen dat zij de volgende keer vastgezet zouden worden. Dit leidde twee dagen later tot een ander protest toen geneeskundestudenten van de academische ziekenhuizen UCL, King’s College Hospital, Guy’s Hospital en West-Middlesex University Hospital via de straat Strand naar de universiteit King's College liepen, zwaaiend met kleine bruine honden op stokken en een levensgrote afbeelding van de politierechter en zingend, “Laten we Paul Taylor ophangen aan een boom met zure appels / Terwijl wij verder marcheren.” The Times berichtte dat zij probeerden om de afbeelding te verbranden, maar dat zij de afbeelding in plaats daarvan in de Theems gooiden omdat zij de afbeelding niet konden aansteken.
Hoewel de studenten wisten dat niet alle suffragettes tegenstanders van vivisectie waren, verstoorden zij vergaderingen over vrouwenkiesrecht. Een vergadering die was georganiseerd door Millicent Fawcett op 5 december 1907 in de Paddington Baths Hall in Bayswater eindigde met kapotgeslagen stoelen en tafels en iemand van een bedienend personeel met een gescheurd oor. Vuurwerk werd afgestoken en de toespraak van Fawcett werd overstemd door studenten die het Amerikaanse liedje John Brown's Body zongen, waarna zij verder trokken naar de Queen's Road en werden begeleid door iemand met een doedelzak. De Daily Express noemde de vergadering “Het dappere gevecht van geneeskundestudenten met vrouwen”.

### 10 december 1907
Als we gaan wandelen in het donker,

zetten we koers richting Latchmere Park,

en daar zien wij tot onze verrassing,

een kleine bruine hond die staat en ligt.

Ha, ha, ha! Hee, hee, hee!

Kleine bruine hond, wat haten wij u.

—Gezongen door relschoppers op de

melodie van het Amerikaanse liedje Little Brown Jug

De rellen bereikten na vijf dagen, op dinsdag 10 december 1907, het hoogtepunt toen honderd geneeskundestudenten het gedenkteken omver probeerden te trekken. De vorige protesten waren spontaan ontstaan, maar dit protest was zo georganiseerd dat het samenviel met de jaarlijkse rugbywedstrijd Oxford-Cambridge in de privésportclub Queen's Club, West Kensington. De demonstranten hoopten (tevergeefs, zo bleek) dat een aantal van de duizenden studenten van de universiteiten van Oxford en Cambridge zich bij hen zou aansluiten. De bedoeling was dat twee- à drieduizend studenten elkaar na 22:30 uur zouden ontmoeten op Trafalgar Square in het centrum van Londen nadat het standbeeld omver was getrokken en in de Theems was gegooid. Straatverkopers verkochten zakdoeken met daarop de datum van het protest en de woorden “De inscriptie van de bruine hond is een leugen en het standbeeld een belediging van de London University.”
In de middag gingen de demonstranten naar het standbeeld, maar zij werden tegengehouden door lokale bewoners. De studenten liepen in plaats daarvan langs Battersea Park Road met de bedoeling om het antivivisectieziekenhuis aan te vallen, maar zij werden weer teruggedreven. Toen een student van het dak van een tram viel, riep het trampersoneel dat het “de wraak van de bruine hond” was en weigerden hem naar het ziekenhuis te brengen. Het medische tijdschrift British Medical Journal riposteerde dat, aangezien dit het antivivisectieziekenhuis betrof, de acties van de menigte zouden kunnen zijn “ingegeven door liefdadigheid”.
Een tweede groep studenten ging op weg naar het centrum van Londen, zwaaiend met afbeeldingen van de bruine hond en vergezeld door een politie-escorte en, korte tijd, door een straatmuzikant met een doedelzak. Toen de studenten Trafalgar Square bereikten, was hun aantal toegenomen tot vierhonderd en stonden zij tegenover twee- à driehonderd politieagenten, waarvan vijftien te paard. De studenten verzamelden zich rond Nelson's Column waar de leiders op de voet van het monument klommen om toespraken te houden. Terwijl studenten op de grond met de politie vochten, vielen de politieagenten te paard de menigte aan, dreven die uiteen in kleinere groepen en arresteerden de achterblijvers onder wie bachelorstudent Alexander Bowly, die werd gearresteerd omdat hij “blafte als een hond”. De gevechten gingen urenlang door voordat de politie de controle terugkreeg. De volgende dag werden tien studenten in de rechtbank veroordeeld om de vrede te bewaren, een aantal kreeg een boete van twee pond en als zij met de politie hadden gevochten een boete van drie pond.

### Vreemde relaties

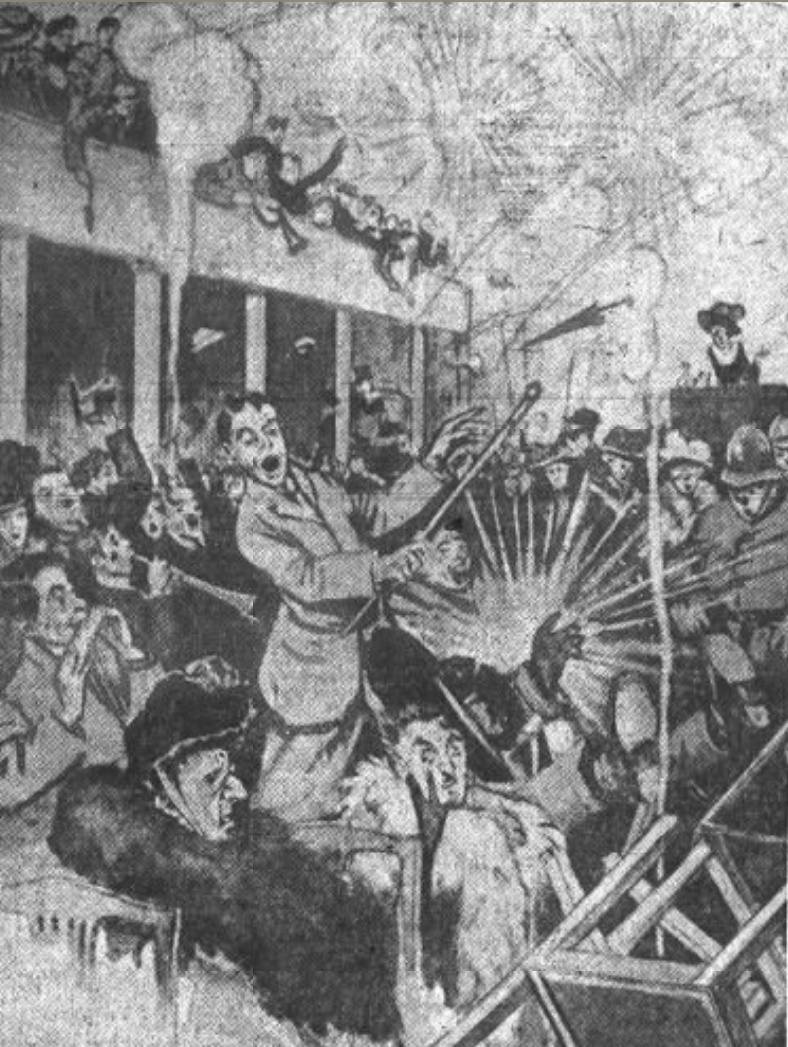
Studenten laten stinkbommen afgaan tijdens een vergadering over de bruine hond, december 1906.

In de volgende dagen en maanden braken overal rellen uit toen geneeskundestudenten en diergeneeskundestudenten zich verenigden. Telkens wanneer Lizzy Lind af Hageby sprak, overstemden studenten haar met geschreeuw. Toen zij op 11 december 1906 een vergadering had belegd van de Vereniging van Ealing en Acton tegen vivisectie in Acton Central Hall kwamen honderd studenten die verstoren. Zij gooiden stoelen en stinkbommen, vooral toen zij er bezwaar tegen maakte dat een student haar een denkbeeldige kus toe blies. De Britse krant Daily Chronicle berichtte: “De rest van de verontwaardiging van mevrouw Lind af Hageby ging verloren in een mooie 'klierige' sfeer die in de gehele hal voelbaar was. „Doe andere sokken aan!” schreeuwde een van de studenten.” Meubilair werd kapotgemaakt en kleding werd gescheurd.
Voor Susan McHugh van de University of New England werd de heterogene status van de bruine hond gereflecteerd door de politieke coalitie van vakbondsleden, socialisten, marxisten, liberalen en suffragettes die voor het standbeeld opkwamen. Tijdens de rellen kwamen zij naar Battersea om te vechten met de geneeskundestudenten, hoewel, schrijft zij, de suffragettes geen groep waren waar mannelijke arbeiders positief tegenover stonden. Maar de ‟om het leven gebrachte bruine terriër” van de mannelijke wetenschappelijke gevestigde orde verenigde hen allemaal.
Lizzy Lind af Hageby en Charlotte Despard zagen de kwestie als een strijd tussen feminisme en machismo. Volgens Coral Lansbury werd de strijd voor vrouwenkiesrecht nauw verbonden met de antivivisectiebeweging en de afbeeldingen van vivisecties raakten bij de vrouwen een gevoelige snaar. Drie van de vier vicevoorzitters van het nationale antivivisectieziekenhuis waren vrouwen. Lansbury is van mening dat de Brown Dog-affaire een kwestie van tegengestelde symbolen werd: de vivisectie van een hond op een operatieplank veranderde in beelden van suffragettes die gedwongen werden te eten in de gevangenis van Brixton of van vrouwen die waren vastgebonden voor een bevalling of gedwongen waren om hun eierstokken en baarmoeders te laten verwijderen als een geneesmiddel tegen ‟waanzin”. Het “dier waarop vivisectie was toegepast stond voor de vrouw op wie vivisectie was toegepast.”
Beide kanten zagen zichzelf als erfgenamen van de toekomst. Hilda Kean schrijft dat de Zweedse activisten jonge, progressieve vrouwen waren, tegen de gevestigde orde, en dat zij wetenschappers zagen als overblijfselen van een vorige eeuw. Hun toegang tot hoger onderwijs had de rechtszaak mogelijk gemaakt waardoor, zoals wetenschapper Susan Hamilton het noemt, een “nieuwe vorm van getuigen” werd gecreëerd. Lansbury schrijft dat daartegenover stond dat de studenten zichzelf en hun docenten zagen als de “Nieuwe Geestelijke Orde” en de vrouwen en de vakbondsleden als vertegenwoordigers van bijgeloof en sentimentaliteit.

## Vertrek van deBrown Dog

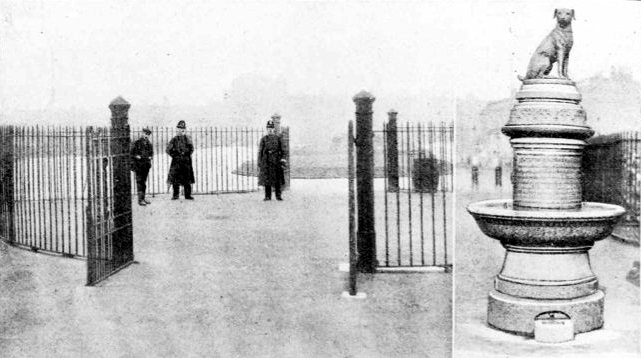
“Vertrek van de Brown Dog”: The Daily Graphic, 11 maart 1910, laat de lege plek zien waar het beeld van de Brown Dog heeft gestaan.

In het Lagerhuis waren vragen gesteld over de kosten van de beveiliging van het standbeeld dat dagelijks werd bewaakt door zes agenten voor een bedrag van zevenhonderd pond per jaar. In februari 1908 vroeg Sir Philip Magnus, parlementslid voor het kiesdistrict London University, de minister van Binnenlandse Zaken, Herbert Gladstone, “of hij op de hoogte was van de extra kosten van de politiebescherming van een openbaar gedenkteken in Battersea met een controversiële inscriptie”. Gladstone antwoordde dat dagelijks zes agenten nodig waren om het standbeeld te beschermen en dat de totale kosten van de extra politiebescherming gelijk waren aan de inzet van 27 inspecteurs, 55 brigadiers en 1083 agenten voor een dag.
De hoofdcommissaris van politie in Londen vroeg schriftelijk aan de gemeenteraad van Battersea om een bijdrage in de beveiligingskosten. Gemeenteraadslid John Archer, de latere burgemeester van Battersea en de eerste donkere burgemeester van Londen, vertelde de Daily Mail dat hij verbaasd was door het verzoek gelet op het feit dat Battersea al 22.0000 pond per jaar aan politiekosten betaalde. Vanuit de liefdadigheidsinstelling Canine Defence League kwam de vraag of de laboratoria zouden worden verzocht om de kosten van politiebeveiliging zelf te betalen als in Battersea invallen in laboratoria zouden worden georganiseerd.
Andere gemeenteraadsleden stelden voor om het standbeeld te omringen door een stalen kooi en een hek van ijzerdraad. In ingezonden brieven aan onder meer de Times werd voorgesteld om het standbeeld te verplaatsen, wellicht naar het terrein van het anti-vivisectieziekenhuis. In maart 1910 werd in het British Medical Journal geschreven:

Wij stellen voor dat de meest geschikte rustplaats voor het afgewezen kunstwerk het hondenasiel Home for Lost Dogs in Battersea is, waar het “gedood” kan worden, zoals op de inscriptie staat, met een hamer in het bijzijn van mevrouw Woodword, Eerwaarde Lionel S. Lewis en andere vrienden en als de emoties hun te veel worden, kan er ongetwijfeld een verdoving worden toegediend.

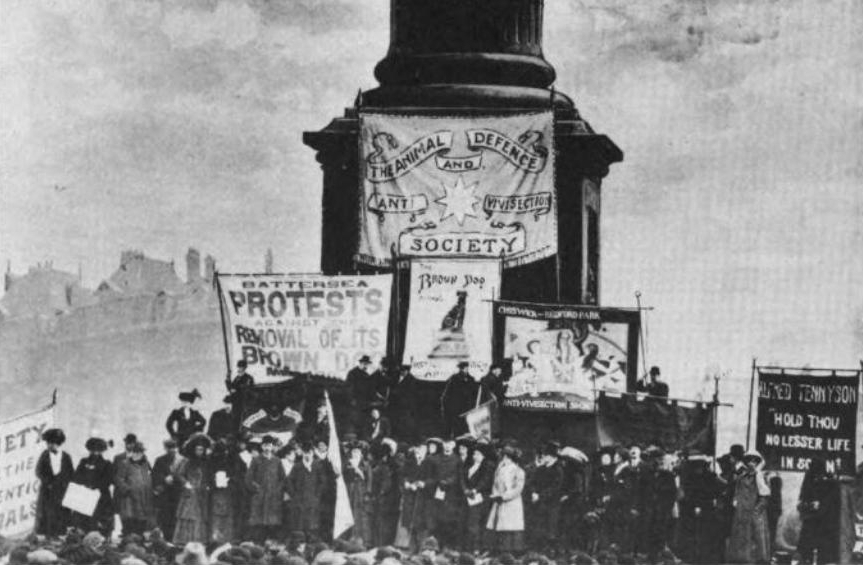
Protestactie tegen de verwijdering van het standbeeld, 19 maart 1910, Trafalgar Square.

De gemeenteraad van Battersea kreeg genoeg van de discussie. Tijdens gesprekken over de verwijdering van het standbeeld werd in november 1909 een nieuwe Conservatieve gemeenteraad gekozen. Er waren protesten van voorstanders van het standbeeld en er werd een commissie voor de bescherming van het gedenkteken voor de bruine hond opgericht, die vijfhonderd leden telde. Twintigduizend mensen tekenden een petitie en vijftienhonderd mensen woonden in februari 1910 een bijeenkomst bij waar Lind af Hageby, Charlotte Despard en George Greenwood, parlementslid voor de Liberalen, een toespraak hielden. Er waren meer protestacties in het centrum van Londen en toespraken in Hyde Park waar aanhangers hondenmaskers op hadden.
De protesten waren tevergeefs. Het standbeeld werd op 10 maart 1910 voor zonsopgang in alle stilte verwijderd door vier gemeentewerkers vergezeld door honderdtwintig politieagenten. Negen dagen later verzamelden drieduizend tegenstanders van vivisectie zich op Trafalgar Square en eisten de terugplaatsing van het standbeeld, maar het was toen al duidelijk dat het voor de gemeenteraad van Battersea een afgedane zaak was. Het standbeeld werd eerst verstopt in het fietsschuurtje van de bouwmeester van de stadswijk, volgens een brief die zijn dochter in 1956 schreef aan het British Medical Journal, en werd daarna, naar verluidt, vernietigd door een gemeentesmid die het omsmolt. Tegenstanders van vivisectie dienden een verzoek in bij het hooggerechtshof waarin om terugplaatsing werd verzocht, maar de zaak werd in januari 1911 afgewezen.

## Nieuw gedenkteken

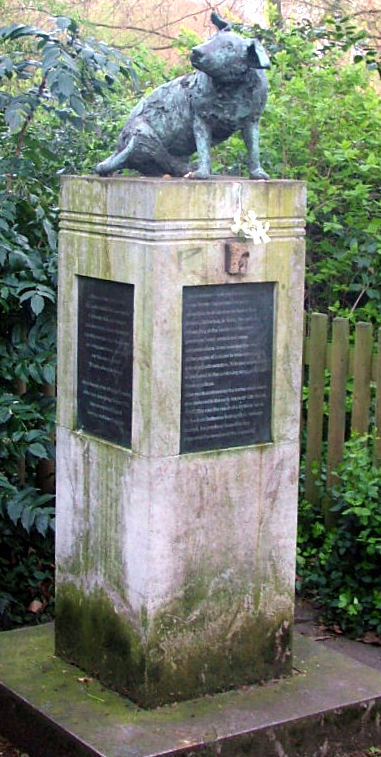
De nieuwe Brown Dog door Nicola Hicks

Op 12 december 1985, meer dan 75 jaar na de verwijdering van het standbeeld, werd een nieuw gedenkteken voor de bruine hond onthuld door actrice Geraldine James in Battersea Park achter kunstgalerie Pump House. Het beeld is gemaakt door beeldhouwster Nicola Hicks in opdracht van de Nationale vereniging tegen vivisectie en de Britse Unie voor de afschaffing van vivisectie. De nieuwe bronzen hond is op een sokkel van portlandsteen van 1,5 meter hoog gezet en is gebaseerd op de terriër van Hicks, genaamd Brock. Peter Mason omschreef het als “een flirterig contrast met het eerdere beeld dat zonder franje was”.
Als een rechtstreekse echo uit het verleden publiceerde het British Medical Journal op 8 maart 1986 in een uitgave over klinisch onderzoek een redactioneel artikel waarin het nieuwe anti-vivisectiestandbeeld in Battersea en de lokale gemeenteraad Greater London Council die daarvoor toestemming had gegeven in niet mis te verstane bewoordingen werden veroordeeld. Ook werd in dat artikel uitvoerig geschreven over het als onweerlegbaar feit gepresenteerde standpunt van de medici over de oorspronkelijke vivisecties op de bruine hond.
Net zoals met het eerdere gedenkteken was gebeurd, werd het standbeeld van de nieuwe hond in 1992 door de eigenaren van Battersea Park, de Conservatieve stadswijk Wandsworth, naar een opslagruimte verplaatst als onderdeel van een renovatieplan van het park. Tegenstanders van vivisectie wantrouwden deze uitleg en voerden campagne voor terugplaatsing van het gedenkteken. Het werd in 1994 teruggeplaatst in het bosrijke gedeelte van het park, Woodland Walk, vlak bij de oude Engelse tuin, een meer afgelegen plek dan de plek waar het gedenkteken eerst stond.
Het nieuwe standbeeld werd in 2003 bekritiseerd door historica Hilda Kean. Zij zag de oude Brown Dog als een radicale verklaring, rechtop en uitdagend: “De hond is veranderd van een publiek beeld van verzet in een huisdier.” Voor Kean is de nieuwe Brown Dog die vlakbij de oude Engelse tuin is geplaatst als “erfgoed” te veilig; in tegenstelling tot zijn controversiële voorganger, voelt niemand zich hierdoor ongemakkelijk.

## Varia
Een hoorspel over de Brown Dog-affaire werd in 1999 uitgezonden op BBC Radio 4. Het boek van Peter Mason getiteld The Strange Affair of the Brown Dog werd door toneelschrijver Tony Coult bewerkt voor het toneel met actrice Maggie Steed in de rol van Louise Lind-Af-Hageby en actrice Nerys Hughes als Louisa Woodward.
In de in 2002 gepubliceerde roman van Stewart Home, 69 Things to Do with a Dead Princess, wordt aan de Brown Dog-affaire gerefereerd door de hoofdfiguur, Alan, die vooral het boek van Peter Mason over dat onderwerp vermeldt.